# Bring It All Back
Bring It All Back is een hitsingle van de Britse popgroep S Club 7 uit 1999. Het is de eerste single van hun debuutalbum S Club.
"Bring It All Back" werd rond de jaarwisseling van 1999 op 2000 een hit in Europa en Oceanië. Zo bereikte het de nummer 1-positie in het Verenigd Koninkrijk. In de Nederlandse Top 40 reikte het tot de 4e positie, terwijl de plaat het in Vlaanderen echter moest doen met een 12e positie in de Tipparade.

## Tracklijst
- UK CD1

1. "Bring It All Back"
2. "So Right"
3. "Bring It All Back" (extended mix)
4. "Bring It All Back" (CD ROM video)

- UK CD2

1. "Bring It All Back"
2. "Hello Friend"
3. "Bring It All Back" (K-Klass Club Mix)

- UK cassette single

1. "Bring It All Back"
2. "So Right"